# Çò des d'Esperança
Çò des d'Esperança és un edifici del municipi de Bausen (Vall d'Aran) inclòs en l'Inventari del Patrimoni Arquitectònic de Catalunya.

## Descripció
Çò des d'Esperança és una "pardia" de notable qualitat, amb elements disposats en sentit perpendicular a les corbes de nivell, formant un clos tancat només accessible a través d'un passatge que perfora la planta baixa de la borda inferior, sota una capelleta dedicada a Sant Antoni. El casal se situa en la part superior de la segona línia de construccions, de secció rectangular, amb la façana orientada a sol ixent. Les obertures de fusta sota arcs de descàrrega palesen l'existència de dues plantes (4-3) i un humarau amb dos rengles de llucanes. La coberta d'encavallades de fusta i llosar de pissarra és de dos vessants, amb un tresaigües en la banda de migdia que aixopluga una balconada. Hi ha bordes per a cada tipus de bestiar, i el "palhèr" superior compta amb una rampa bastida damunt d'una arcada de mig punt.

## Història
Çò d'Esparança és sense dubte una de les cases més fortes de Bausen. En el segle xviii i el XIX el Bauqeria foren sovint cònsols en cap i rectors de Bausen.